# Octave Feuillet
Pour les articles homonymes, voir Feuillet.
Octave Feuillet, né le 10 août 1821 à Saint-Lô et mort le 28 décembre 1890 à Paris 17e, est un romancier et dramaturge français, surnommé le « Musset des familles ». Il fut membre de l'Académie française.

## Biographie
Il naît au 2 rue Saint-Georges à Saint-Lô, une maison qui existe toujours. Sa mère mourut quand il était encore au berceau. Son père Jacques Feuillet était un avocat renommé qui devint secrétaire général de la Manche et premier président de la Société d’agriculture, d’archéologie et d’histoire naturelle du département de la Manche, et qui aurait pu prétendre à une carrière politique nationale sous la monarchie de Juillet sans sa sensibilité exacerbée. Il hérita de son père une certaine excitabilité nerveuse, bien que ce ne fût pas au même degré. On l’envoya à Paris, au lycée Louis-le-Grand où il fit de brillantes études.
On le destinait à la diplomatie, lorsque son père, à qui il confia en 1840 son intention de devenir plutôt écrivain, le renia. Il revint à Paris et vécut tant bien que mal en devenant journaliste. En collaboration avec Paul Bocage, qui avait repéré le talent de ce jeune homme logé chez son neveu, il écrivit sous le nom de « Désiré Hazard » les pièces Échec et mat, Palma ou la nuit de Vendredi saint et La Vieillesse de Richelieu. Au bout de trois ans, voyant le succès, son père lui pardonna et lui reversa une pension. Feuillet put jouir alors d’une existence confortable à Paris et publia ses premiers romans.
Ce père, dont la santé se dégradait, lui demanda de quitter Paris pour s’occuper de lui à Saint-Lô. Ce fut un grand sacrifice, mais Octave Feuillet obéit, en 1850. L'année suivante, il épousa sa cousine Valérie Dubois, fille du maire de Saint-Lô, qui écrivait également. Pendant ce qu'il voyait comme son « exil », rendu pénible par la manie de son père pour la solitude et son humeur tyrannique, il signa quelques-uns de ses meilleurs ouvrages.
Il connut ses premiers grands succès en 1852, avec son roman Bellah et une comédie, La Crise. Tous deux furent réimprimés dans la Revue des deux Mondes, publication prestigieuse où parurent également un grand nombre de ses romans ultérieurs. D’autres œuvres furent acclamées comme La Petite Comtesse (1857), Dalila (1857) et Le Roman d’un jeune homme pauvre qui fut très populaire (1858).
Contraint de vivre dans l'ambiance lugubre entretenue par son père, Feuillet était sujet à Saint-Lô à la dépression nerveuse, que le dévouement de sa femme et de sa belle-mère l’aidait à surmonter. En 1857, il s'autorisa à aller à Paris diriger la répétition d’une pièce de théâtre qu’il avait adaptée de son roman Dalila. Ce fut un triomphe. L’année suivante, il fit de même pour Un jeune homme pauvre. Il n’était pas donc chez lui au moment où son père décéda en 1858.

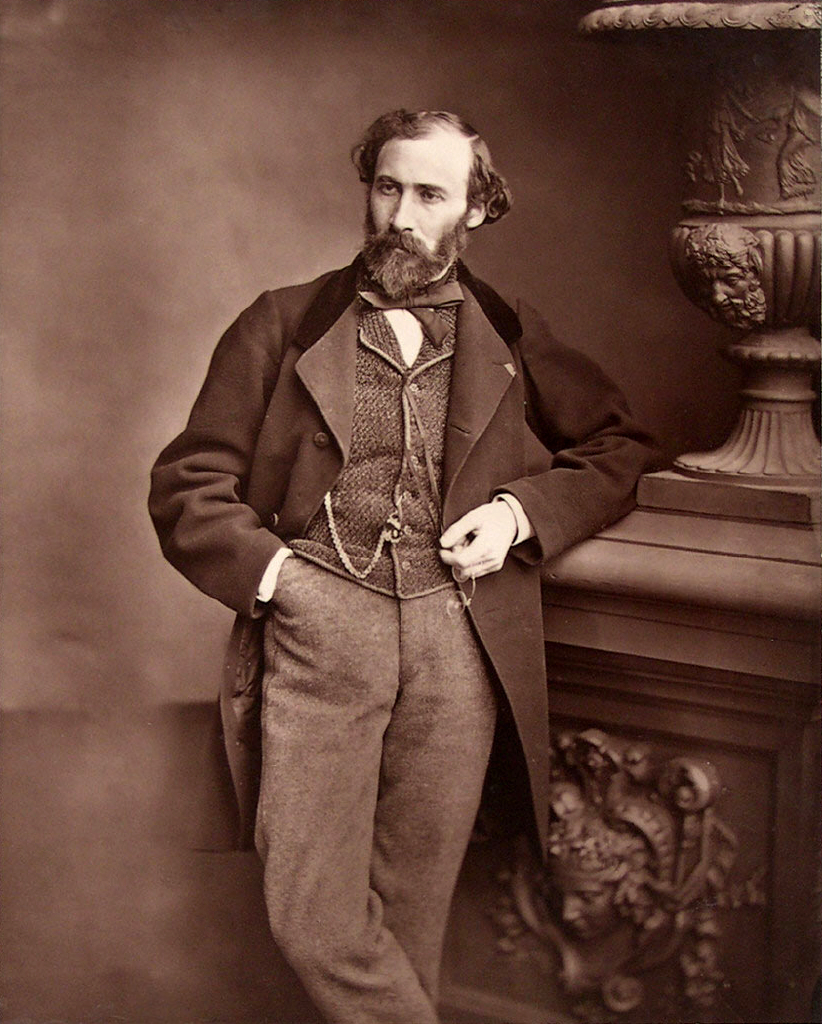
Photoglyptie d’Octave Feuillet par Antoine Samuel Adam-Salomon entre 1876 et 1884.

Feuillet et sa famille décidèrent de vendre la maison familiale et de s’installer à Paris, où l'écrivain eut les faveurs de la cour du Second Empire. Ses pièces seront jouées à Compiègne avant d’être données au public parisien, et à une occasion l’impératrice Eugénie elle-même obtiendra le rôle de Mme de Pons dans Les Portraits de la Marquise (1869).
Mais l'enthousiasme du retour dans la capitale s'évanouit rapidement. Après la mort de son fils aîné en 1859, il quitta Paris, où il voyait sa santé décliner et avait du mal à travailler aussi efficacement qu'autrefois, afin de retrouver le calme de sa Normandie natale. Il acheta une maison appelée «les Palliers», dans un faubourg de Saint-Lô, venelle Saint-Pierre, tout près de sa maison natale. Il y vécut une existence heureuse, enseveli au milieu de ses roses, pendant quinze ans, ne venant plus à Paris qu'occasionnellement, et écrivant avec acharnement.
Il fut élu à l’Académie française le 3 avril 1862 au second tour de scrutin par 21 voix contre 10 à Camille Doucet et, en 1868, fut nommé bibliothécaire du palais de Fontainebleau, avec obligation d’y résider un mois ou deux chaque année. 1867 est l’année de son chef-d’œuvre, Monsieur de Camors, roman typique de sa production, sur les dilemmes moraux déclenchés par des passions amoureuses.
La chute de l'Empire en 1870 fut pour lui un grand choc. Il resta fidèle aux Bonaparte et le succès devint moindre. Forcé de vendre les Paillers, il passa ses dernières années dans une errance continuelle, ternie par sa dépression et une surdité de plus en plus prononcée. Il mourut à Paris le 29 décembre 1890, année de la publication de son dernier livre, Honneur d’artiste. Son épouse lui survécut une quinzaine d'années. Ils sont enterrés au cimetière de Saint-Lô.
Feuillet, qui sut épouser à la perfection le conservatisme moral du Second Empire, tient le milieu entre les romantiques et les réalistes. Sa réputation vient de sa façon de décrire la vie, à la fois élégante et lucide, de sa représentation des personnages féminins qui lui valut l'appréciation du lectorat féminin, de ses analyses de la psychologie et des sentiments des membres de la bonne société, ainsi que du style de sa prose, vu à son époque comme excellent, discret et spirituel. Son aura déclina rapidement après sa mort, le monde aristocratique qu'il dépeignait disparaissant peu à peu.

## Œuvres
- La Vie de Polichinelle et ses nombreuses aventures, Paris, Hetzel, 1846 Texte en ligne
- Échec et Mat, drame en cinq actes, en prose, Paris, Jérôme, 1846
- Palma, ou, la Nuit du vendredi saint, drame en cinq actes, Paris, Michel Lévy, 1847
- La Vieillesse de Richelieu, drame en cinq actes, en prose, Bruxelles, Lelong, 1849
- York, comédie-vaudeville en un acte, Paris, Michel Lévy, 1852
- Bellah, Paris, Michel Lévy frères, 1852 Texte en ligne
- Le Village, comédie en un acte, en prose, Paris, Michel Lévy, 1856
- Scènes et Comédies, Paris, Michel Lévy, 1857 Texte en ligne
- Le Roman d'un jeune homme pauvre, Paris, Michel Lévy, 1858
- Le Roman d’un jeune homme pauvre comédie en cinq actes et sept tableaux, Paris, Michel Lévy, 1859 Texte en ligne
- La Tentation, pièce en cinq actes et six tableaux, Paris, Michel Lévy, 1860
- Le Cheveu blanc comédie en un acte, en prose, Paris, Michel Lévy frères, 1860
- Rédemption, comédie en cinq actes et un prologue, Paris, Michel Lévy, 1860
- Histoire de Sibylle, Paris, Michel Lévy frères, 1862; Paris, Nelson/Calmann-Lévy, 1876
- Montjoye, comédie en cinq actes, en six tableaux, Paris, Michel Lévy frères, 1864
- La Belle au bois dormant, drame en cinq actes et huit tableaux, Paris, Michel Lévy frères, 1865
- Péril en la demeure, comédie en deux actes, en prose, Paris, Michel Lévy; 1867
- Monsieur de Camors, Paris, Michel Lévy frères, 1867; Paris, Calmann-Lévy, s. d. Texte en ligne
- Scènes et Proverbes, Paris, Calmann-Lévy, 1869 Texte en ligne
- Dalila, drame en quatre actes en six tableaux, Paris, Michel Lévy frères, 1870
- Le Cas de conscience, comédie en un acte en prose, Paris, Lévy, 1873
- Le Sphinx, drame en quatre actes, Paris, Michel Lévy frères 1875
- Un mariage dans le monde, Paris, Michel Lévy, 1875
- Julie, drame en trois actes, en prose, Paris, Calmann-Lévy, 1877
- Le Cas de conscience, comédie en un acte, en prose, Paris, Calmann-Lévy, 1877
- Les Amours de Philippe, Paris, Calmann-Lévy, 1877
- Le Journal d’une femme, Paris, Calmann-Lévy, 1878
- Histoire d’une parisienne, Paris, Calmann-Lévy, 1881
- La Crise, comédie en quatre actes, Paris, Calmann-Lévy, 1882
- La Petite Comtesse ; Le Parc ; Onesta, Paris, Calmann-Lévy, 1882
- Les Portraits de la marquise, comédie pastiche en trois tableaux, Paris, Calmann-Lévy, 1882
- Un mariage dans le monde, Paris, [s.n.], 1882
- La Partie de dames, pièce en un acte, Paris, Calmann-Lévy, 1883
- Un roman parisien, pièce en cinq actes, Paris, Calmann-Lévy, 1883
- La Veuve ; Le Voyageur, Paris, Calmann-Lévy, 1884
- Le Voyageur, scènes dialoguées, Paris, [s.n.], 1884
- La Morte, Paris, Calmann-Lévy, 1886
- Circé proverbe en un acte, Paris, Calmann-Lévy, 1887
- L’Acrobate, comédie en un acte, en prose, Paris, Calmann-Lévy, 1887
- Chamillac, comédie en cinq actes, Paris, Calmann-Lévy, 1889
- Le Divorce de Juliette ; Charybde & Scylla ; Le Curé de Bourron, Paris, Calmann-Lévy, 1889 Texte en ligne
- Honneur d’artiste, Paris, Calmann-Lévy, 1890 Texte en ligne
- Scènes et Comédies, Paris, Calmann-Lévy, 1891 Texte en ligne
- Œuvres complètes, Paris, M. Lévy, 1891-
- Julia de Trécœur, Paris, Michel Levy Frères, 1872 Texte en ligne
- Le Pour et le Contre, comédie en un acte, en prose, Paris, Calmann-Lévy, 1895
- Théâtre complet, Paris, Calmann-Lévy, 1897-1900
- La Fée, comédie en un acte en prose, Paris, Calmann-Lévy, 1898

## Hommages
- Des rues portent son nom à Brest, Cherbourg-en-Cotentin, Elven, Le Havre, Nantes, Saint-Étienne, Saint-Lô, Saint-Priest, Toulouse.
- Dans le 16e arrondissement de Paris, rue Octave-Feuillet, un lycée public porte aussi son nom.
- Une allée à Tours.